# Kastl (Amberg-Sulzbach járás)
Kastl település Németországban, azon belül Bajorországban. Lakosainak száma 2561 fő (2023. december 31.).

## Népesség
A település népessége az elmúlt években az alábbi módon változott:
| Lakosok száma | 842  | 1551 | 2028 | 2588 | 2410 | 2428 | 2447 | 2467 | 2546 | 2561 |
|               | 1875 | 1950 | 1975 | 1987 | 2012 | 2014 | 2016 | 2017 | 2021 | 2023 |